# はぴねす!瑞穂坂学園校内放送
はぴねす!瑞穂坂学園校内放送（はぴねす みずほざかがくえんこうないほうそう）は、ゲーム『はぴねす!』のキャラクターソングCDに収録されたラジオ番組、および2006年9月15日から2007年3月9日まで音泉、またメディファクラジオより隔週で配信されたインターネットラジオ番組、全13回。
パーソナリティーは榊原ゆい（神坂 春姫役）と成瀬未亜（柊 杏璃役）。
2007年4月6日から、引き続き榊原と成瀬をパーソナリティとして、『ういんどみるPresents はぴねす!情報局』としてリニューアルされることになった。

## 特徴
- コーナーごとに榊原ゆい・成瀬未亜本人としてのトークと、担当キャラの神坂 春姫・柊 杏璃としてのトークが使い分けられている。番組で成瀬がタマちゃんの役も兼ねていることを公表してからはタマちゃんネタが、成瀬がベネズエラの帰国子女である事を語ってからはベネズエラネタのメールや語りが増えた。
- 「こんにちは」に相当する番組独自の挨拶は「はぴはぴ～！」。ペンネームについては独自の名称は定めていない。
- 榊原も成瀬もコンシューマー・テレビアニメ化に伴う声優交代を受けていない為、トークに原作のういんどみると『はぴねす!』に精通している事を窺がわせる発言もある。

## 主題歌
- 第四回～アニメと同じ

## コーナー
カッコ内はコーナー担当者。榊原と成瀬が担当する場合と、春姫（声：榊原）と杏璃（声：成瀬）が担当する場合がある。
- ふつおたコーナー（榊原&成瀬）
- フリートーク（榊原&成瀬）
- はぴねすへのアドバイス（春姫&杏璃）

第4回では、雄真（声：大原）が参加。
- はぴねすの法則（春姫&杏璃）
- はぴねすへの道（榊原&成瀬）

## ゲスト
- 第4回・第13回 大原崇（小日向 雄真役）
- 第6回           佐藤ひろ美（PC版主題歌担当。飛び入りゲスト）
- 第9回           後藤麻衣（小日向 すもも役）
- 第11回         日向裕羅（高峰 小雪役）
- 第12回         川村拓央（高溝 八輔役）

## 企画
- 第11回で「雄真への愛の告白の文」を募集。 第13回で発表。
  - 3人にオリジナルポスターが当選。また、他にネタの採用ということで3人のメールが読まれた。

## キャラクターソングCD
- 瑞穂坂学園校内放送スペシャル 今日は朝からはりきり放送！
  - パーソナリティー：神坂春姫・柊杏璃
  - 収録：『Catch Your Dreams!!』

- 瑞穂坂学園校内放送スペシャル2 占っていただきま～す！
  - パーソナリティー：高峰小雪・小日向すもも
  - 収録：『雪の記憶』

- 瑞穂坂学園校内放送スペシャル3 噂のカフェテリア！
  - パーソナリティー：柊杏璃・高峰小雪
  - 収録：『It's my ミラクル☆』

- 瑞穂坂学園校内放送スペシャル4 すもも・ひめちんの下校の時間ですぅ～！
  - パーソナリティー：小日向すもも・神坂春姫
  - 収録：『明日のキモチ』